# محرومیت نسبی
محرومیت نسبی هنگامی پیش می‌آید که در راه دستیابی افراد به اهداف و خواسته‌هایشان مانعی ایجاد شود. محرومیت نسبی نتیجه تفاوت بین خواسته‌ها و داشته‌های افراد است.
محرومیت نسبی می‌تواند سه نوع متفاوت داشته باشد:
1. محرومیت نزولی، که در آن انتظارات افراد ثابت اما توانایی‌هایشان به‌طور مداوم کاهش می‌یابد.
2. محرومیت ناشی از بلندپروازی، یعنی در حالی که توانایی‌های افراد ثابت است انتظاراتشان افزایش می‌یابد.
3. محرومیت صعودی که پس از یک دورة رشد هم‌زمان انتظارات و توانایی‌ها، توانایی‌ها از رشد صعودی بازایستاده یا کاهش شدیدی می‌یابد و انتظارات همچنان حالتی صعودی دارند. هرچه محرومیت نسبی ایجاد شده بر اساس تفاوت میان انتظارات و توانایی‌ها شدیدتر باشد، آن گاه نارضایتی شدیدتر و احتمال و شدت خشونت هم بیشتر خواهد بود.[۳]

نظریه محرومیت نسبی کوشیده جنبشهای اجتماعی که از مباحث اساسی در نظریه‌های انقلاب است را توضیح دهد. محرومیت نسبی موجب بروز نارضایتی در افراد می‌گردد و نارضایتی محرکی کلی برای اقدام علیه منبع محرومیت است. گرایش به واکنش پرخاشجویانه در انسان بخشی از ساخت زیست شناختی اوست و در انسانها و حیوانات تمایل زیست شناختی و ذاتی برای حمله به عامل سرخوردگی وجود دارد. پاسخ‌های پرخاشجویانه تنها زمانی شکل می‌گیرند که سرنخی از بیرون آنها را تحریک کند. در خشونت‌های سیاسی پس از شکل‌گیری محرومیت نسبی و نارضایتی، چنانچه حکام سیاسی از طرف مردم عامل محرومیت شناخته شوند خشونت جمعی شکل سیاسی به خود گرفته و پرخاشگری منبعث از سرخوردگی معطوف به ضربه زدن علیه منبع محرومیت می‌شود.
البته در سیاسی شدن خشونت متغیرهای اجتماعی دیگری همچون میزان تضمین فرهنگی یا خرده فرهنگی برای پرخاشگری آشکار، میزان و درجه موفقیت در گذشته، میزان وضوح و شیوع جاذبه‌های نمادین توجیه کننده خشونت، مشروعیت نظام سیاسی و نوع پاسخ‌هایی که به محرومیت نسبی داده‌است و باور به اینکه خشونت در کسب ارزشهای نادر مفید است، دخالت دارند.
پس از بروز خشونت علیه بازیگران سیاسی اینکه در نهایت کدامیک از طرفین خشونت در مواجهه با هم به پیروزی رسند، تابعی از میزان کنترل حکومت بر نیروی اجبار، حمایت سازمانی و قابلیت قهری مخالفان است.
نظریه محرومیت نسبی به دو بخش کلی تقسیم می‌گردد:
- اول اینکه، چگونه محرومیت نسبی به منزلهٔ منبع نارضایتی و پرخاشگری در ذهنیت افراد شکل می‌گیرد
- و سپس چگونه در شکل خشونت جمعی سیاسی ظاهر می‌شود و شدت خشم و میزان آن تحت تأثیر چه عوامل اجتماعی قرار دارد؛ بنابراین به منظور کاربست نظریه محرومیت نسبی برای بررسی دلایل ایجاد خشونت جمعی در جامعه ای مشخص، ابتدا می‌بایست سطح محرومیت نسبی جامعه را مشخص نمود.[۱]

برای بررسی محرومیت نسبی می‌بایست هم انتظارات ارزشی (خواسته‌ها و بایدهای) افراد و هم توانایی‌های ارزشی (داشته‌ها و هست‌های) آنها را با بررسی ذهنیات آنان تعیین کرد. تنها از این طریق است که می‌توان به پاسخی منطقی و قانع کننده در مورد وضعیت محرومیت نسبی در ذهنیات افراد دست یافت و از مشکل عدم همخوانی بین برداشت‌های بازیگران انقلاب از انتظارات و توانایی‌ها با واقعیات مورد نظر محقق دوری جست.